# Myriam Nicole
Myriam Nicole (Montpellier, 8 februari 1990) is een wielrenner uit Frankrijk.
In 2011 werd Nicole nationaal kampioen mountainbike op het onderdeel downhill.
In 2017 wist Nicole de Wereldbeker mountainbike 2017 op het onderdeel downhill te winnen.
Op de Wereldkampioenschappen mountainbike 2019 werd Nicole wereldkampioene op het onderdeel downhill, een jaar later werd ze tweede.